# Margaret (mjesec)
Margaret (također Uran XXIII) je prirodni satelit planeta Uran, iz grupe vanjskih nepravilnih satelita, s oko 20 kilometara u promjeru i orbitalnim periodom od 1687.01 d dana.